# Hypoatherina ovalaua
Hypoatherina ovalaua är en fiskart som först beskrevs av Herre, 1935.  Hypoatherina ovalaua ingår i släktet Hypoatherina och familjen silversidefiskar. Inga underarter finns listade i Catalogue of Life.